# 동명여자중학교
동명여자중학교(東明女子中學校)는 대한민국 서울특별시 서대문구 천연동에 있는 사립 중학교이다.

## 학교 연혁
- 1921년 6월 3일 : 현 서대문구 천연동에 향상여자기예학교 개교
- 1936년 3월 7일 : 향상여자실업학교로 명칭 변경
- 1945년 11월 26일 : 재단법인 동명학원 설립
- 1946년 9월 20일 : 6년제 동명여자중학교 출범
- 1950년 3월 16일 : 이운정 교장 취임
- 1951년 4월 20일 : 부산 영도에 피난학교 개설
- 1951년 8월 31일 : 신제 중학교 개편 인가
- 1953년 10월 1일 : 피난학교 폐교 후 천연동 본교로 복귀
- 1955년 7월 5일 : 본교 교사 신축 낙성
- 1960년 10월 1일 : 신관 교사 및 강당 낙성
- 1965년 8월 1일 : 도봉산 수영장(1,500명 수용) 완공, 개장
- 1967년 6월 3일 : 제2교사 및 체육관 낙성
- 1969년 3월 1일 : 문교부령에 의하여 중.고등학교 분리
- 1992년 11월 20일 : 학교법인 동명학원 김영희 이사장 취임
- 2012년 9월 6일 : 학교법인 동명학원 설립자 기념관(운연당) 개관
- 2021년 3월 1일 : 조정호 교장 취임

## 참고 자료
- 동명여자중학교 - 한국교육학술정보원 학교알리미